# Isla Le Leizour
Isla Le Leizour (en francés: Île Le Leizour) es uno de los tres motu, o islas de arena de coral, de la corona del arrecife del atolón de sorpresa, que forma parte de los Arrecifes de Entrecasteaux, al noroeste de Nueva Caledonia.
La Isla Leizour es un santuario de anidación para la tortuga verde entre diciembre y marzo. Muchas aves marinas anidan de manera sostenible, principalmente tres tipos de aves: el piquero enmascarado (Sula dactylatra), el piquero café (Sula leucogaster) y Piquero de patas rojas (Sula sula).